# 東海映画撮影所
東海映画撮影所（とうかいえいがさつえいじょ）は、かつて存在した日本の映画スタジオである。竹本商会の竹本武夫が同撮影所の用地として借用した土地に、牧野省三がマキノ・プロダクションの中部撮影所（ちゅうぶさつえいじょ）を建設、1927年（昭和2年）5月に開所したのが最初である。マキノ撤退後は、竹本が同撮影所をレンタルスタジオとして稼働、小澤得二の小澤映画聯盟、細山喜代松の第一線映画、その後身の瀧口乙三郎のトキワ映画等が使用した。
赤穂城のオープンセットがあり、牧野省三の大作『忠魂義烈 実録忠臣蔵』が撮影されたことで知られる。マキノ時代は名古屋撮影所（なごやさつえいじょ）とも呼ばれ、マキノ中部（マキノちゅうぶ）、マキノ名古屋（マキノなごや）と略称された。通称東海スタヂオ（とうかいスタジオ）。

## 略歴
- 1925年 - 尾張徳川家が同地全体（約25,600坪）を福澤桃介の名古屋桟橋倉庫に売却、このうち10,000坪を竹本武夫の竹本商会が東海映画撮影所用地として借り受ける[5][6][13]
- 1926年12月25日 - 同撮影所用地を牧野省三のマキノ・プロダクション（1925年6月設立）が借り受け、同社中部撮影所の建設が報道される（名古屋新聞）[5]
- 1927年1月25日 - 起工式・地鎮祭[5]
  - 同年5月 - 開所、撮影所長にマキノ正博就任[1][2][4][5]
  - 同年6月6日 - 『忠魂義烈 実録忠臣蔵』（監督牧野省三）のうち「松の廊下」部分の撮影開始[2][5]
  - 同年11月 - 教育映画部を設置、製作主任に鈴木重吉就任[5]
- 1928年1月 - 同撮影所は現代劇部と位置づけられ、『燃ゆる花片』（監督マキノ正博）製作開始[6][10]
  - 同年3月5日 - 『忠魂義烈 実録忠臣蔵』クランクアップ、同日京都の牧野邸が火災により全焼[4][5]
  - 同年3月25日 - 中部撮影所現代劇部の京都移転決定、および教育映画部解散（マキノの名古屋撤退決定）[5]
  - 同年6月1日 - 東海映画撮影所、小澤得二の小澤映画聯盟を迎える[2]
  - 同年7月 - 同撮影所で細山喜代松が第一線映画を結成
- 1931年 - 撮影所閉鎖、道徳公園開園
- 1939年 - 豊田土地区画整理組合、名古屋桟橋倉庫の両者が同地全体（約25,600坪）を名古屋市に寄贈[13]
- 1940年12月1日 - 名古屋市立道徳小学校開校[14]
- 1947年 - 名古屋市立大江中学校開校[15]

## データ
- 所在地 : 愛知県名古屋市南区道徳新町[5][6][7]

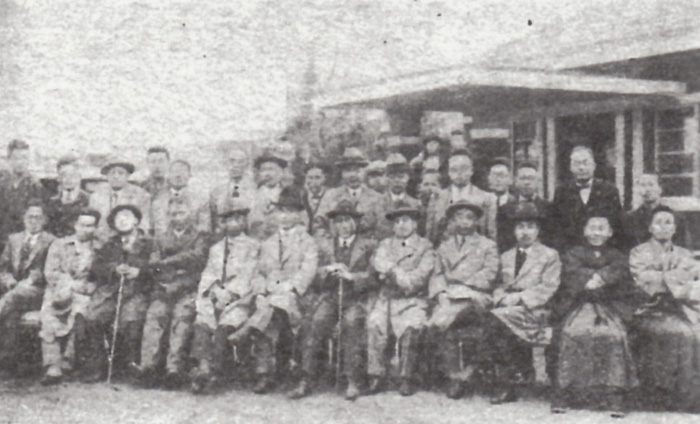
マキノ・プロダクション中部撮影所事務棟前での集合写真（1927年）。

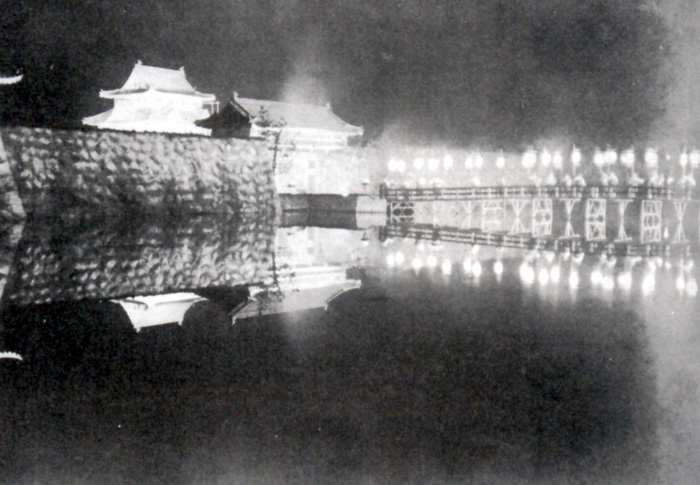
『忠魂義烈 実録忠臣蔵』（1928年）のために建てられた赤穂城のオープンセット。現在の道徳公園の池に延長して堀のセットが造成された。

  - 現在の道徳新町5丁目域 （現状は道徳公園一部・名古屋市立大江中学校・名古屋市立道徳小学校）[5][6][7]

北緯35度06分14.96秒 東経136度54分26.54秒 / 北緯35.1041556度 東経136.9073722度
- 敷地 : 10,000坪[5][7]（約33,057.9平方メートル）
- 施設 : ステージ、オープンセット（赤穂城）、池（撮影用プール）、大道具倉庫、フィルム倉庫、事務棟、社宅[7]
- 歴代所長 : 
  1. マキノ正博[5]
  2. 竹本武夫[5]

## 名称の変遷
| 年号      | 名称           | 経営会社                             | 備考               |
| --------- | -------------- | ------------------------------------ | ------------------ |
| 1925年    | （オープン前） | 名古屋桟橋倉庫                       | 開発用地           |
| 1927年6月 | 中部撮影所     | マキノ・プロダクション               | 開所、1928年撤退   |
| 1928年    | 東海映画撮影所 | 竹本商会                             | レンタルスタジオ化 |
| 1931年    |                | 豊田土地区画整理組合、名古屋桟橋倉庫 | 撮影所閉鎖         |
| 1939年    |                | 名古屋市                             | 同組合・同社が寄贈 |

## 概要

### マキノ・プロダクション
マキノ・プロダクションでは、1925年（大正14年）6月に京都に開所した御室撮影所での製作が順調に拡大したため、中部地区のマキノ作品の興行に携わってきた竹本商会がかねてから東海映画撮影所の建設用地として借用していた10,000坪の敷地を、マキノプロダクション中部撮影所とする、と1926年（大正15年）にはすでに決定している。竹本商会の竹本武夫の子息・竹本辰夫（のちの東映取締役）は、牧野省三の三女・勝子の夫であり、竹本家と牧野家は姻戚関係にあった。中部撮影所構想が発表されたのは、同年（昭和元年）12月25日の『名古屋新聞』（現在の中日新聞）紙上であり、その時点ですでに同撮影所で超大作『忠魂義烈 実録忠臣蔵』（監督牧野省三）が撮影されることが盛り込まれていた。同地の権利者は福澤桃介の名古屋桟橋倉庫で、同社との東海映画撮影所としての使用契約は5か年の予定であった。
1927年（昭和2年）1月25日、起工式・地鎮祭が行われ、同年5月には開所、撮影所長には、牧野省三の長男で当時満18歳であったマキノ正博が就任した。同年6月6日には、『忠魂義烈 実録忠臣蔵』のうち「松の廊下」部分の撮影が開始され、同日は撮影所のお披露目と作品のプロモーションを兼ねた公開撮影であったため、打ち上げ花火が上げられる等の派手なデモンストレーションのなか、5,000人もの招待者・見物人が集まったと報道された。同撮影所での同作の撮影は、同年12月25日、「赤穂城明け渡し」シーン撮影まで続けられた。同年、牧野省三らの協力を得て聯合映画芸術家協会を主宰していた小説家の直木三十五が、小酒井不木の小説を原作に自ら脚本を執筆、監督した映画『疑問の黒枠』の撮影を同撮影所で行ったとされる。
同年11月、同撮影所に教育映画部を設置、教育映画の製作主任に鈴木重吉が就任する。『忠魂義烈 実録忠臣蔵』以外の本格的撮影は1928年（昭和3年）1月からで、同撮影所は現代劇部と位置づけられ、マキノ輝子改めマキノ智子の復帰作『燃ゆる花片』（監督マキノ正博）を第1作として製作を開始した。同撮影所で製作された作品で記録に残る最初の公開作は、当時の首相・田中義一の伝記映画『田中宰相の少年時代』（監督鈴木重吉）で、同作は同年2月3日に公開された。同撮影所の教育映画部には、1924年（大正13年）に社会教育映画研究所を設立し、マキノと配給提携をしていた古林貞二が参加しており、同作に次いで同年2月24日に公開された『近江聖人』（監督吉野二郎）の脚本を執筆している。『燃ゆる花片』は、同年3月1日に公開された。
同年3月5日、『忠魂義烈 実録忠臣蔵』は京都でクランクアップしたが、同日夜、牧野省三自身が自宅で編集中に現像済フィルムに引火、牧野本家が全焼するとともに、原版ネガフィルムの大半が灰燼と化した。『忠魂義烈 実録忠臣蔵』は、妻の牧野知世子の指示のもと、焼け残った原版ネガフィルムから急遽改めて編集しなおされ、全17巻の長尺作品として同年3月14日には公開された。これを機に、マキノ・プロダクション全体の経営状態は急速に悪化し、同年4月には、御室撮影所に所属していた片岡千恵蔵、嵐長三郎（のちの嵐寛壽郎）らスター俳優を中心に50人以上が大量に退社する事件が起きており、生産拠点の縮小を余儀なくされ、同年3月25日には、現代劇部の京都移転を決定し、教育映画部を解散して主任兼監督の鈴木重吉、撮影技師の酒井健三、女優の瀬川つる子らは即日解雇されたとされる。現代劇部は、同年6月15日・6月22日にそれぞれ公開された『紅手袋』前後篇（監督川浪良太）を最後に、同撮影所を撤退した。

### 東海映画撮影所
1928年（昭和3年）5月いっぱいでのマキノ・プロダクションの撤退後、竹本武夫は、改めて東海映画撮影所の看板をかかげ、同年6月1日、阪東妻三郎プロダクション出身の映画監督・小澤得二による小澤映画聯盟を迎えている。小澤映画聯盟の第1作『掏摸の家』（監督小澤得二）は、当時東亜キネマの俳優だった高田稔が主演し、マキノ・プロダクションが配給、同年11月1日に横浜市賑町（（現在の同市中区長者町）の敷島座で公開された。文化庁の日本映画情報システムによれば、公開は、小澤とともに阪東妻三郎プロダクションから参加した石川聖二が監督、俳優の堀川浪之助が脚本を執筆した『悦びの町』が先で、同年8月17日に公開されている。同社は同撮影所でほかに『ラシャメンの父』『南方の秘宝』『半人半獣』を製作、すべてマキノが配給したが、1929年（昭和4年）10月13日に公開された『半人半獣』を最後に解散した。
1928年7月には、同撮影所で細山喜代松が第一線映画を結成、榎本健一、江川宇礼雄、松竹蒲田撮影所の子役だった久保田久雄らの参加を得て、『地獄極楽』および『出船の日』を製作した。竹本の東海映画撮影所も独自に、山本冬郷を主演に配したサイレント映画『乗合馬車』を製作、翌1929年1月26日に公開された記録が残っている。ほかにも同年10月1日に公開された『唄へ若人』を製作している。
当初の5か年の貸与契約の通り、1931年（昭和6年）までには撮影所は閉鎖され、名古屋桟橋倉庫に返還された。

### 閉鎖後
同年、旧撮影所の北半分が道徳公園として開園、一般公開された。その後、1939年（昭和14年）には、同地区の区画整理・開発に携わっていた豊田土地区画整理組合、および旧撮影所を含む土地の運用を行っていた名古屋桟橋倉庫の両者が、同地全体（約25,600坪）を名古屋市に寄贈した。翌1940年（昭和15年）12月1日には、旧撮影所の堀と赤穂城のオープンセットがあった場所に、名古屋市立道徳小学校が開校する。
第二次世界大戦後の1947年（昭和22年）には、旧撮影所のステージや倉庫、事務棟のあった西半分の場所に、名古屋市立大江中学校が開校している。
2007年（平成19年）には、本撮影所の記念碑建立のための署名活動が始まったと報じられた。2012年（平成24年）現在、撮影所時代の小道具倉庫が、ほぼ原状のまま現存している。同年10月9日に中京テレビが放送した『ストレイトニュース』によれば、同倉庫の内部には、現在も、マキノ時代に使用された小道具を整理しておくための木製の棚が現存しているという。
名古屋の映画スタジオは、同撮影所だけではなく、同時期（1924年 - 1925年ころ）に石巻良夫の八事撮影所が存在した。